# Bertha Boxcar
Pour plus de détails, voir Fiche technique et Distribution.
Bertha Boxcar (Boxcar Bertha) est un film américain réalisé par Martin Scorsese et sorti en 1972. Il s'inspire du roman Sisters of the Road de Ben Reitman (en), autobiographie fictive de Bertha Thompson.

## Synopsis
Le père de Bertha Thompson, pressé par son employeur de terminer son travail, meurt sous ses yeux. Depuis cet incident, elle voyage dans des wagons à bestiaux, sillonnant l'Amérique de la Grande Dépression. Elle rencontre un jeune syndicaliste qui tente d'entraîner les cheminots à la grève puis un joueur qui porte un revolver. Elle les suit dans leurs aventures.

## Fiche technique
- Titre français : Bertha Boxcar
- Titre original : Boxcar Bertha
- Réalisation : Martin Scorsese
- Scénario : Joyce Hooper Corrington (en) et John William Corrington (en), d'après l'œuvre Sisters of the Road de Ben L. Reitman
- Musique : Gib Guilbeau (en) et Thad Maxwell
- Photographie : John M. Stephens (en)
- Montage : Buzz Feitshans (en)
- Production : Roger Corman, Samuel Z. Arkoff

Productrice associée : Julie Corman
Producteur délégué : James H. Nicholson
- Société de production : American International Pictures
- Distribution : American International Pictures (États-Unis), Astral Films (Canada)
- Pays de production :  États-Unis
- Genre : comédie dramatique, amour, road movie
- Budget : 600 000 USD
- Durée : 88 minutes
- Dates de sortie[1] :
  - États-Unis : 14 juin 1972
  - France : 4 octobre 1973 (ressortie le 24 octobre 2001)
- Classification[2] :
  - États-Unis : R
  - France : interdit aux moins de 16 ans[3]

## Distribution
- Barbara Hershey (VF : Séverine Morisot) : "Boxcar" Bertha Thompson
- David Carradine (VF : Dominique Collignon-Maurin) : "Big" Bill Shelly
- Barry Primus (VF : Patrick Poivey) : Rake Brown
- Bernie Casey (VF : Denis Boileau) : Von Morton
- John Carradine (VF : René Bériard) : H. Buckram Sartoris
- Victor Argo (VF : Michel Bardinet) : McIver no 1
- David Osterhout (VF : Georges Berthomieu) : McIver no 2
- Grahame Pratt : Emeric Pressburger
- Chicken Holleman : M. Powell
- Harry Northup (VF : Jacques Brunet) : Harvey Hall
- Ann Morell : Tillie Parr
- Marianne Dole : Mme Mailler
- Joe Reynolds (VF : Yves Barsacq) : Joe Cox

## Production

### Genèse et développement
L'idée de départ vient du producteur Roger Corman qui voulait faire une sorte de suite à son Bloody Mama sorti en 1970. Il propose le projet au jeune Martin Scorsese, qui s'était fait connaitre en travaillant sur le film Woodstock. Le film s'inspire plus ou moins de Sister of the Road, une pseudo-autobiographie de Bertha Thompson écrite par Ben Reitman (en). L'auteur a admis s'être inspiré de plusieurs femmes qu'il a croisées pour forger le personnage de Bertha.

### Attribution des rôles
Les acteurs David Carradine et Barbara Hershey étaient en couple au moment du tournage du film.

### Tournage
Le tournage a eu lieu dans l'Arkansas, notamment à Reader et Camden.

## Commentaire
Après une projection du film, John Cassavetes a pris Martin Scorsese dans ses bras et lui a dit : « Tu viens de passer un an de ta vie à faire une merde. C’est un bon film, mais tu es meilleur que les gens qui font ce genre de film. Éloigne-toi du marché grand public, fais quelque chose de différent ». Le jeune réalisateur mettra ensuite en scène Mean Streets (1973),.